# أندرسون سيلفا دي فرانكا
أندرسون سيلفا دي فرانكا، من مواليد 28 أغسطس 1982 في ساو باولو في البرازيل، لاعب كرة قدم برازيلي.
بدأ مسيرته الكروية مع نادي سانتياغو واندرز في موسم 2002/2003، وفي عام 2003 انتقل إلى نادي ريسنغ سانتاندر الإسباني، ولعب معهم حتى عام 2005، وشارك معهم في 68 مباراة وسجل 11 هدف، وفي موسم 2005/2006 انتقل إلى نادي ملقا الإسباني، ولعب معهم 16 مباراة وسجل 4 أهداف، ومنذ عام 2006 وهو يلعب مع نادي إيفرتون الإنجليزي.

## وصلات خارجية
- أندرسون سيلفا دي فرانكا على موقع قاعدة بيانات كرة القدم.إي يو (الإنجليزية)
- أندرسون سيلفا دي فرانكا على موقع Soccerbase.com (لاعب) (الإنجليزية)
- أندرسون سيلفا دي فرانكا على موقع Soccerway.com (الإنجليزية)
- أندرسون سيلفا دي فرانكا على موقع عالم كرة القدم.نت (الإنجليزية)